# 真弓常忠
真弓 常忠（まゆみ つねただ、1923年3月6日 - 2019年4月3日）は、日本の神職・神道学者・歴史学者。皇學館大学名誉教授。住吉大社名誉宮司。
大阪市生まれ。神宮皇學館大學卒業後、1975年まで住吉大社禰宜、1993年まで皇學館大学教授。退任後は八坂神社宮司を経て、住吉大社宮司に就いた。2012年より同名誉宮司。2019年4月3日に死去。96歳没。

## 著書
- 『かみのみち』 明文社、1967年
- 『天香山と畝火山』 学生社、1971年
- 『日本古代祭祀の研究』 学生社、1978年
- 『日本古代祭祀と鉄』 学生社、1981年、増補版1997年、第三版2012年
- 『神道の世界　神社と祭り』 朱鷺書房、1984年
- 『政教分離と宗教儀礼』 皇學館大学出版部、1984年
- 『古代の鉄と神々』 学生社、1985年、新版2012年／ちくま学芸文庫、2018年
- 『神と祭りの世界　祭祀の本質と神道』 朱鷺書房、1985年
- 『即位式と大嘗祭』 皇學館大学出版部、1987年
- 『大嘗祭』 国書刊行会、1988年／ちくま学芸文庫、2019年 ISBN 978-4-48-009919-8
- 『大嘗祭の世界』 学生社、1989年、新版2019年
- 『現代社会と神社』 皇學館大学出版部、1989年
- 『日本の祭りと大嘗祭』 朱鷺書房、1990年
- 『妹の立場』 皇學館大学出版部、1991年
- 『神道祭祀　神をまつることの意味』 朱鷺書房、1992年
- 『孝明天皇と宗忠神社』 宗忠神社、1992年
- 『古代祭祀の構造と発達』 臨川書店、1997年
- 『祇園信仰　神道信仰の多様性』 朱鷺書房、2000年
- 『祭祀と歴史と文化』 臨川書店、2002年
- 『祇園信仰事典』 戎光祥出版、2002年（編著）
- 『住吉信仰　いのちの根源、海の神』 朱鷺書房、2003年
- 『住吉大社事典』 国書刊行会、2009年（編著）
- 『真弓常忠著作選集』 臨川書店、2011-12年
  - 『1巻 論考篇　古代祭祀の探求』、各住吉大社関連を収む。
  - 『2巻 随筆篇　祭祀の系譜』
  - 『3巻 小説篇　大海人皇子秘話』
  - 『4巻 補遺　神道の今昔』